# Balaban, Hayrat
Balaban là một thị trấn thuộc huyện Hayrat, tỉnh Trabzon, Thổ Nhĩ Kỳ. Dân số thời điểm năm 2011 là 1.797 người.